# Marco Ânio Vero César
Marco Ânio Vero César (em latim: Marcus Annius Verus Caesar) foi um dos treze filhos do imperador romano Marco Aurélio e da imperatriz Faustina Menor. Em 166, ele foi nomeado herdeiro do pai e feito césar. Em 10 de setembro de 169, com apenas sete anos, ele faleceu de causas naturais. Seu irmão, Cômodo, se tornou então o novo herdeiro aparente e acabou sucedendo ao pai.